# Anne Baxter
Anne Baxter (Michigan City, Indiana, 7 de mayo de 1923-Nueva York, 12 de diciembre de 1985) fue una actriz estadounidense de cine y televisión, considerada como una de las mayores estrellas de Hollywood de su generación.
Nieta de Frank Lloyd Wright, Baxter estudió interpretación con Maria Ouspenskaya y tuvo algo de experiencia teatral antes de debutar en el cine en 1940. Se convirtió en actriz contratada por 20th Century Fox y fue cedida a RKO Pictures para el papel de Lucy Morgan en The Magnificent Ambersons (1942) de Orson Welles, una de sus primeras películas. En 1947, ganó el Premio Oscar y el Globo de Oro a la Mejor Actriz de Reparto por su papel de Sophie MacDonald en El filo de la navaja (1946). En 1951, recibió una nominación al Óscar la Mejor Actriz por el papel principal en All About Eve (1950). Trabajó con varios de los directores más importantes de Hollywood, entre ellos Billy Wilder en Five Graves to Cairo (1943), Alfred Hitchcock en I Confess (1953), Fritz Lang en Gardenia azul (1953) y Cecil B. DeMille en Los diez mandamientos (1956), por la que ganó un Premio Laurel a la mejor interpretación dramática femenina.

## Biografía
Baxter nació en Michigan City, Indiana. Sus padres eran Kenneth Stuart Baxter y Catherine Wright. Su abuelo materno era el arquitecto Frank Lloyd Wright. Su padre fue un prominente ejecutivo de la Seagrams Distillery y ella se crio en medio de la sofisticación y el lujo, en Nueva York. Cuando tenía diez años, asistió a una obra de Broadway protagonizada por Helen Hayes y quedó tan impresionada que le dijo a su familia que se quería convertir en actriz. A la edad de trece años, había actuado en Broadway. Durante este período, Baxter aprendió el arte de la actuación como estudiante de la afamada profesora María Uspénskaya.

## Trayectoria

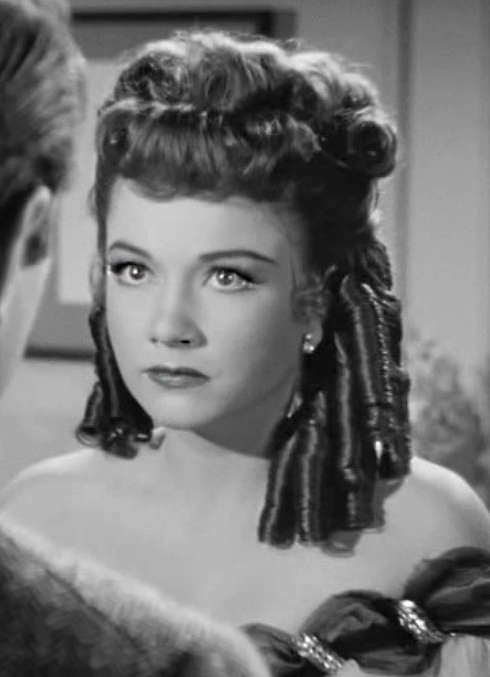
Como Eve Harrington en Eva al desnudo

Para el papel de Mrs. DeWinter en Rebeca, Baxter realizó una prueba de cámara. Pero perdió contra Joan Fontaine, porque el director Alfred Hitchcock la consideraba «demasiado joven» para interpretar el personaje. La fuerza de ese primer acercamiento al mundo del cine provocó que Baxter, con solo dieciséis años, firmara su primer contrato por siete años con 20th Century Fox. Su primera aparición cinematográfica fue en la película Twenty Mule Team, de 1940. Fue elegida por Orson Welles para que actuara en El cuarto mandamiento, basada en la novela de Booth Tarkington. Al poco tiempo Baxter tuvo un papel protagonista en El filo de la navaja, de 1946, por la cual ella ganó el Óscar por mejor actriz de reparto.
En 1950 coprotagonizó Eva al desnudo, debido a su gran parecido con Claudette Colbert, quien fue originalmente la elegida para que coprotagonizara la película. Baxter fue nominada a mejor actriz por su papel protagonista de Eve Harrington, papel por el cual Anne Baxter se ganó un lugar en la historia del cine. Al avanzar la década, Baxter también continuó actuando en el teatro profesional. Baxter participó en la obra de teatro John Brown's Body, basada en el libro de Stephen Vincent Benét, dirigida por Charles Laughton, la cual se estrenó en Broadway en 1953. 
Actualmente, Anne Baxter es probablemente mejor recordada por su papel de la reina egipcia Nefertari, junto con el personaje de Moisés, interpretado por Charlton Heston, en la premiada película Los diez mandamientos (1956), de Cecil B. DeMille.

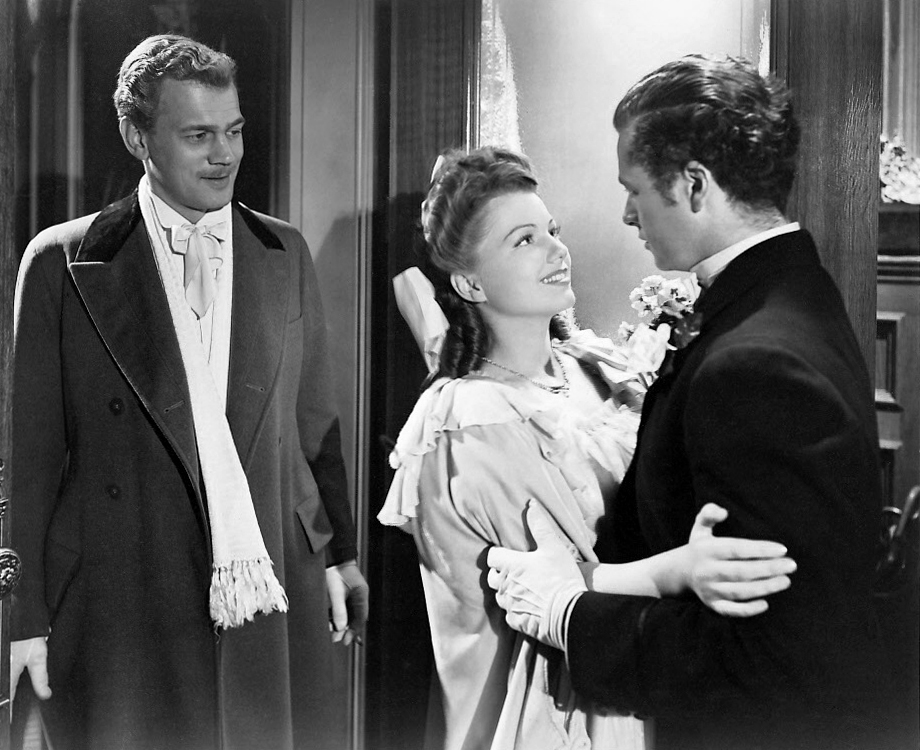
Joseph Cotten, Anne Baxter y Tim Holt en The Magnificent Ambersons (1942)

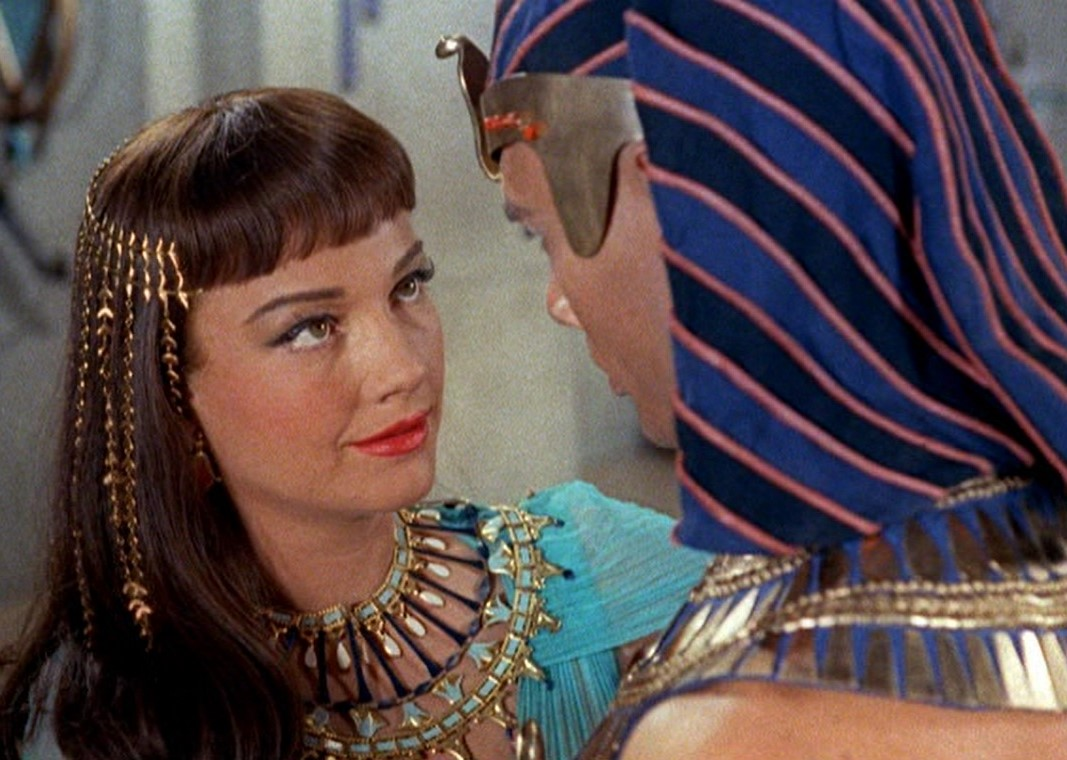
Anne Baxter en Los diez mandamientos

Baxter apareció regularmente en la televisión en los años sesenta. Por ejemplo, participó en el popular programa de la CBS What's My Line? como una «invitada de misterio». También protagonizó, como invitada especial, 2 episodios de la serie de televisión del superhéroe de los 60 Batman, como la villana Zelda la Grande (episodios 9 y 10 en 1966).
Baxter volvió a Broadway en 1970, en Aplauso, la versión musical de Eva al desnudo, pero esta vez como Margo Channing, rol actuado en la película por Bette Davis (ella sustituía a Lauren Bacall, la cual ganó un premio Tony por su papel). Cuatro años después, se despidió de los escenarios neoyorquinos con A Song at Twilight y Come Into the Garden Maud, ambas del británico Noel Coward.
En los setenta, Baxter fue frecuentemente invitada y sustituyó al anfitrión en el popular programa diurno The Mike Douglas Show, ya que Baxter y Mike Douglas eran muy buenos amigos. En 1983, protagonizó la serie de televisión Hotel después de reemplazar a Bette Davis en el reparto al caer enferma esta. Baxter tiene una estrella en el paseo de la fama de Hollywood en 6741 Hollywood Bulevard.

## Vida privada
En los cincuenta, Baxter se casó y divorció del actor John Hodiak. De esta unión nació la hija mayor de Baxter, Katrina. En 1961, Baxter y su segundo marido, Randolph Galt, dejaron los Estados Unidos para vivir y para que sus hijos crecieran en una granja de cavas en el Outback australiano. Ella contó la historia en sus memorias Descanso: Una historia real. En el libro, Baxter se culpa a sí misma como la causante del fracaso de su matrimonio con Hodiak.
Aunque su segundo matrimonio con Galt no duró mucho más, Baxter y Galt tuvieron dos hijos juntos: Melissa y Maginel. En privado durante este período, Baxter se refería a sí misma como Ann Galt entre sus vecinos en Brentwood, California, probablemente como un camino para minimizar su estatus de estrella y para que sus hijos crecieran de una manera lo más natural posible. Baxter estuvo brevemente casada otra vez en 1977 con David Klee, un destacado corredor de bolsa, pero enviudó cuando este murió inesperadamente por enfermedad.
El matrimonio había comprado (y remodelado extensamente) una casa de extensión en Easton (Connecticut). Pero Klee no viviría para ver completada la renovación.
La casa tenía una arquitectura que recordaba a las estructuras de techo plano de Frank Lloyd Wright. Baxter tenía la chimenea del dormitorio reconstruida a partir de la pieza maestra de su abuelo. Baxter nunca se volvió a casar.
Baxter murió de un aneurisma cerebral el 12 de diciembre de 1985 mientras caminaba por la avenida Madison en Nueva York a la edad de 62 años. Fue enterrada en la finca de Frank Lloyd Wright en Spring Green (Wisconsin).
Baxter fue amiga de toda la vida de la diseñadora de vestuario Edith Head hasta su muerte en 1981. A la hija de Baxter, Melissa, le fue legada una extraordinaria colección de joyas de Head. Melissa Galt trabajó como diseñadora de interiores en Atlanta. Katrina Hodiak se casó y tuvo hijos. Maginel Galt se hizo monja católica y vivió y trabajó en Roma.

## Filmografía
- Puño de hierro (1940)
- The Great Profile (1940)
- La tía de Carlos, basada en la obra de teatro homónima (1941)
- Swamp Water (1941)
- The Pied Piper (1942)
- The Magnificent Ambersons (1942)
- Tiburones de acero (1943)
- Five Graves to Cairo (1943)
- The North Star (1943)
- The Sullivans (1944)
- Eve of St. Mark (1944)
- Sunday Dinner for a Soldier (1944)
- Semilla de odio (Guest in the House, 1944)
- La zarina (A royal scandal, 1945)
- Smoky (1946)
- El diablo y yo (Angel on my shoulder, 1946)
- El filo de la navaja (1946)
- Blaze of Noon (1947)
- Mother Wore Tights (narradora, 1947)
- Homecoming (1948)
- The Walls of Jericho (1948)
- The Luck of the Irish (1948)
- Cielo amarillo (1949)
- You're My Everything (1949)
- A Ticket to Tomahawk (1950)
- All About Eve (1950)
- Follow the Sun (1951)
- The Outcasts of Poker Flat (1952)
- O. Henry's Full House (episodio de Jean Negulesco, 1952)
- My Wife's Best Friend (1952)
- I Confess (1953)
- Gardenia azul (1953)
- Apasionadamente (1954)
- Bedevilled (1955)
- Su único deseo (1955)
- Los corruptores de Alaska (The Spoilers, 1955)
- The come-on (1956)
- Los diez mandamientos (1956)
- Sombras acusadoras (Chase a crooked shadow, 1957)
- La ley de los fuertes (Three violent people, 1957)
- Summer of the Seventeenth Doll (1959)
- Cimarrón (1960)
- Sin apelación (Mix Me a Person, 1962)
- La gata negra (Walk on the Wild Side) (1962)
- Las joyas de la familia (The Family Jewels, 1965) (Cameo)
- Las siete magníficas (Donne alla frontiera, 1966)
- Un millón en un cadáver (The Busy Body, 1967)
- Un extraño en el camino (1967)
- Cerco de fuego (Fools' Parade, 1971)
- The Late Liz (1971)
- «Una estrella fugaz», en Colombo (1973)
- Jane Austen in Manhattan (1980)

## Premios y distinciones
| Año  | Premio                | Categoría                               | Trabajo                                          | Resultado |
| ---- | --------------------- | --------------------------------------- | ------------------------------------------------ | --------- |
| 1947 | Premios Globos de Oro | Mejor actriz de reparto                 | The Razor's Edge                                 | Ganadora  |
| 1947 | Premios Oscar         | Mejor Actrizde Reparto                  | The Razor's Edge                                 | Ganadora  |
| 1951 | Premios Oscar         | Mejor Actriz                            | All About Eve                                    | Nominada  |
| 1957 | Premios Laurel        | Mejor interpretación dramática femenina | Los diez mandamientos                            | Ganadora  |
| 1969 | Primetime Emmy Award  | Actriz en papel principal               | The Name of the Game ("The Bobby Currier Story") | Nominada  |